# Idioma iwal
Iwal (también llamado Kaiwa de Jabêm o Kai Iwac "montañeses de Iwac") es una lengua austronesia hablada por unas 1.900 personas de nueve aldeas en la provincia de Morobe, Papúa Nueva Guinea (Cobb y Wroge 1990). Aunque parece más estrechamente relacionado con las lenguas meridionales del golfo de Huon, es el miembro más conservador de su subgrupo.

## Nombre
El término Iwal es un endónimo. Los cognados en otros idiomas relacionados incluyen Yabem Iwac y Numbami Yuwala.

## Fonológia
Iwal distingue 5 vocales y 16 consonantes. A diferencia de la mayoría de sus lenguas vecinas, distingue el /l/ lateral de la vibrante /r/, este último derivado de *s anteriores, como en aru del protooceánico (POc) *qasu 'humo', ruru- de POc * susu 'pecho', y ur de POc * qusan 'lluvia'. Por lo demás, parece ser la lengua fonológicamente más conservadora del golfo sur de Huon (véase Ross 1988:154-160). Ha conservado POc *t como /t/ (no /l/ o /y/) y POc *mw como /mw/ (no /my/ o /ny/), como en mwat 'serpiente' de POc *mwata.

### Vocales (ortográficas)
|              | Anteriores | Centrales | Posteriores |
| ------------ | ---------- | --------- | ----------- |
| Cerradas     | i          |           | u           |
| Semicerradas | e          |           | o           |
| Abiertas     |            | a         |             |

### Consonantes (ortográficas)
|                   | Bilabiales | Alveolares | Palatales | Velares | Glotales |
| ----------------- | ---------- | ---------- | --------- | ------- | -------- |
| Oclusivas sordas  | p          | t          |           | k       |          |
| Oclusivas sonoras | b          | d          |           | g       |          |
| Nasales           | m          | n          |           | ng      |          |
| Fricativas        | v          | s          |           |         | -h-      |
| Laterales         |            | l          |           |         |          |
| Róticas           |            | r          |           |         |          |
| Aproximantes      | w          |            | y         |         |          |